# オッス! トン子ちゃん
『オッス!トン子ちゃん』（オッス!トンこちゃん）は、タナカカツキによる日本の漫画作品。単行本は扶桑社から2003年4月に刊行された。2009年に書き下ろしの続編（2巻、3巻）が発表された。
多感な少女、トン子ちゃんの心理描写を中心として日常を描いていくギャグマンガ、後半は哲学的な要素を含んでくる。
作者曰く、1970年代の少女マンガ特有の、シリアスなのに今見るとギャグにしか見えない描写に着目し、ブスな女の子が岡本太郎に憧れるというアイデアがひらめいて生まれた作品。
この作品は、作者自らどこに掲載されるあてもなく岡本太郎美術館が開館される1998年に描き初められ、当初は身内だけに公開されていたものである。2002年にデザイン会社アジールデザイン（現アジール）からDVDとバッジとシール付きのBOXセットとしてネットのみで販売され話題となった。
内容はギャグマンガを装いながらアート、哲学の領域を浸食し、現代の若者を巣食う闇を照らし、さらに岡本太郎ブームを引き起こす作品となった。現代の商業主義的マンガ産業と流通を問い直すという意味に於いても重要な作品となっている。帯文は宇川直宏。

## 主な登場キャラクター
トン子ちゃん
やや太った少女。カフェで偶然見つけた岡本太郎の画集に心を奪われ、芸術的なことへと突き進んでいくようになる。天真爛漫だが思い込みが激しいために陰鬱になることが多い。好きなドラマは『金八先生』。語尾は「〜ダス」。
マスター
カフェ「待夢-time-」を経営しているマスター。博学で常識人。顔からはみ出るほど大きなサングラスが特徴。芸術大学出身で、元は伝説的なアヴァンギャルドな芸術家。本名は増田。
チェリー
トン子ちゃんに片思いしているが青年だが、本人には「つまらない奴」と思われている。トン子ちゃんの影響で芸術に目覚め、モネやレンブラントに惹かれていく。趣味はバイクだけだが、後に旅も好きになる。
ナオちゃん
素直で可愛い少女少女で、みんなの人気者。小さい頃からのトン子ちゃんの幼馴染。
ケンゴ
マスターの大学時代の同級生。建築家。おだやかで優しいが、芸術に対しては熱い気持ちを持つ。
由加里
マスターの大学時代の同級生。謎めいている。
ダンナ
トン子ちゃんと仲が悪い。よくトラックを運転している。
ワニくん
広報担当の白いワニ。本編では登場しない。

## 書誌情報
タナカカツキ 『オッス!トン子ちゃん』 扶桑社 2003年4月発行 ISBN 4-594-03853-0